# Höganäs (gemeente)
Höganäs is een Zweedse gemeente in Skåne. De gemeente behoort tot de provincie Skåne län. Ze heeft een totale oppervlakte van 680,2 km² en telde 23.135 inwoners in 2004.

## Plaatsen
| # | Plaats        | Inwoneraantal |
| - | ------------- | ------------- |
| 1 | Höganäs       | 13 550        |
| 2 | Viken         | 3 753         |
| 3 | Jonstorp      | 1 771         |
| 4 | Mölle         | 725           |
| 5 | Arild         | 537           |
| 6 | Mjöhult       | 264           |
| 7 | Ingelsträde   | 238           |
| 8 | Farhultsbeden | 229           |

Ängelholm · Åstorp · Båstad · Bjuv · Bromölla · Burlöv · Eslöv · Hässleholm · Helsingborg · Höganäs · Höör · Hörby · Kävlinge · Klippan · Kristianstad · Landskrona · Lomma · Lund · Malmö · Örkelljunga · Osby · Östra Göinge · Perstorp · Simrishamn · Sjöbo · Skurup · Staffanstorp · Svalöv · Svedala · Tomelilla · Trelleborg · Vellinge · Ystad